# Marcus du Sautoy
Marcus du Sautoy CBE FRS (Londres, 26 d'agost de 1965) és un matemàtic britànic, titular de la Càtedra Simonyi per a la Comprensió Pública de la Ciència a la Universitat d'Oxford, Fellow del New College d'Oxford i autor de llibres de divulgació matemàtica i científica. Ha estat també professor convidat en el Collège de France i a l'École Normale Supérieure de París, en el Max Planck Institute de Bonn, la Universitat Hebrea de Jerusalem i la Universitat Nacional Australiana a Canberra. Va presentar els programes de televisió Mind Games (Jocs de la ment) a BBC Four i Dara Ó Briain: School of Hard Sums al canal Dave. També ha escrit nombrosos articles acadèmics i llibres de matemàtiques, entre els quals destaca La música dels nombres primers (The Music of the Primes, 2003).

## Carrera i recerca

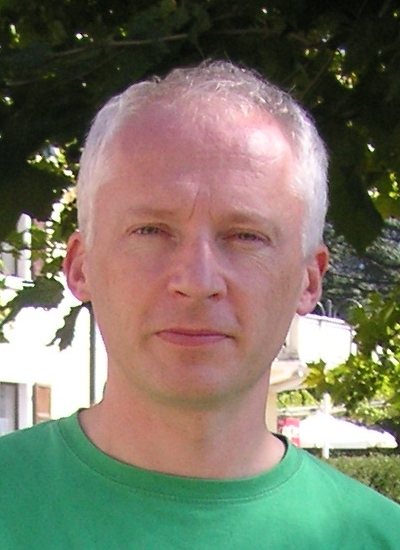
Marcus du Sautoy el 2007

La recerca de du Sautoy "utilitza eines clàssiques de teoria de nombres per explorar les matemàtiques de la simetria". El treball acadèmic de du Sautoy es dedica principalment a la teoria de grups i teoria de nombres.
Du Sautoy és conegut per la seva feina de divulgació de les matemàtiques, i The Independent on Sunday el considera un dels principals científics del Regne Unit. També ha format part del consell assessor de Mangahigh.com, un web de jocs matemàtics en línia. Du Sautoy col·labora habitualment amb el programa In Our Time de BBC Radio 4 i escriu a The Times i The Guardian. Du Sautoy també ha escrit molts articles i llibres acadèmics sobre matemàtiques; el més recent és una exploració de l'estat actual de la creativitat en intel·ligència artificial, The Creativity Code.
En un article que es va publicar el 2006 a la revista Seed, du Sautoy va parlar de la conjectura Hilbert-Pólya, una manera de connectar els avenços en física quàntica amb la hipòtesi de Riemann.

### Llibres
Entre els seus llibres de divulgació matemàtica i científica hi ha:
- The Music of the Primes[11]
- Finding Moonshine[12]
- Symmetry: A Journey into the Patterns of Nature[13]
- The Num8er My5teries: A Mathematical Odyssey Through Everyday Life[14]
- What We Cannot Know[15]
- The Great Unknown: Seven Journeys to the Frontiers of Science[16][17][18]
- The Creativity Code: How AI Is Learning to Write, Paint and Think[19][20]
- Thinking Better: The Art of the Shortcut[21][22]

### Televisió
Entre molts altres programes, Du Sautoy va presentar el programa de la BBC Four Mind Games i fou co-presentador de la sèrie de televisió School of Hard Sums amb Dara Ó Briain. En aquest últim programa, plantejava preguntes matemàtiques amb aplicacions al món real. Llavors Ó Briain i un convidat provaven de resoldre els problemes, utilitzant mètodes rigorosos i experimentals, respectivament.
El desembre de 2006, du Sautoy va fer les Conferències de Nadal de la Royal Institution sota el títol col·lectiu The Num8er My5teries. Era tot just la tercera vegada que el tema de les conferències de Nadal eren les matemàtiques – la primera vegada, el 1978, quan el conferenciant era Christopher Zeeman, du Sautoy era un nen del públic.

### Premis i honors
Du Sautoy va rebre el Premi Berwick el 2001 de la Societat Matemàtica de Londres per la publicació de recerca matemàtica excel·lent. El 2009 va guanyar el Premi Michael Faraday de la Royal Society per "excel·lència en la comunicació de la ciència al públic del Regne Unit. Du Sautoy fou nomenat Oficial de l'Orde de l'Imperi Britànic (OBE) l'any 2010 "per serveis a la Ciència". Fou elegit fellow de l'American Mathematical Society el 2012 i Membre de la Royal Society (FRS) el 2016.

## Vida privada
Du Sautoy viu a Londres amb la seva família i li agrada jugar a futbol en un equip aficionat i tocar la trompeta. Va conèixer la seva dona Shani mentre feia estudis postdoctorals a la Universitat Hebrea de Jerusalem. Tenen tres fills, que s'han educat com a jueus.
Du Sautoy és ateu però ha declarat que com a titular de la Càtedra Simonyi per a la Comprensió Pública de la Ciència, el seu focus ha de ser "molt sobre la ciència i menys sobre la religió", suggerint potser una diferència d'èmfasi en comparació amb el seu predecessor en el càrrec, Richard Dawkins. Ha descrit que la seva religió és "Arsenal – futbol", perquè veu la religió com un desig de pertànyer a una comunitat.
Du Sautoy dona suport a Common Hope, una organització d'ajuda a la gent de Guatemala.
El seu avi era Peter du Sautoy, president de l'editorial Faber & Faber i la seva padrina fou Valerie Eliot, la vídua del poeta T.S. Eliot.